# John J. Pettus
John Jones Pettus, född 9 oktober 1813 i Wilson County, Tennessee, död 28 januari 1867 i Pulaski County, Arkansas, var en amerikansk demokratisk politiker. Han var Mississippis guvernör 1854 och 1859–1863.
Pettus blev 1846 invald i Mississippis representanthus. Två år senare blev han invald i Mississippis senat, där han 1854 valdes till talman. Han fick inneha guvernörsämbetet i fem dagar i januari 1854 då Henry S. Foote avgick innan mandatperioden hade tagit slut. Pettus var en av de så kallade Fire-Eaters som tidigt förespråkade sydstaternas utträde ur USA. Under sin andra ämbetsperiod som guvernör förverkligade Pettus utträdet tillsammans med guvernörer i andra sydstater. År 1859 efterträdde Pettus William McWillie som guvernör och efterträddes 1863 av Charles Clark.
Pettus avled 1867 i Arkansas och gravsattes på en familjekyrkogård. Gravplatsen flyttades senare till Flat Bayou Burial Ground i Jefferson County i Arkansas.